# Justo Egozcue y Cía
Justo Egozcue y Cía (Pamplona, 28 de març de 1833 - Madrid, 24 de març de 1900) va ser un geòleg, enginyer de mines i acadèmic espanyol.
Després d'estudiar Enginyeria de mines a l'Escola de Mines de Madrid, carrera que començà en 1854, passaria a treballar en les mines d'Almadén, a més d'en Còrdova i Màlaga. Posteriorment tornaria cap a 1866 a Madrid a exercir com a docent. En 1868 va publicar Tratado de paleontología i amb l'objectiu d'estudiar els jaciments de fosfats d'Extremadura, publicaria Memoria geo-minera de la provincia de Cáceres, junt amb el seu deixeble Lucas Mallada y Pueyo. Cap a 1879 va entrar en la Comissió del Mapa Geològic, que dirigiria a partir de 1895. El 14 de maig de 1893 va prendre possessió del seu càrrec d'acadèmic de nombre de la Reial Acadèmia de Ciències Exactes, Físiques i Naturals, en substitució d'Ángel Guirao Navarro, amb la medalla 23.